# أحمد الرزيقي
الشيخ أحمد الرزيقي (18 فبراير 1938 - 8 ديسمبر 2005) قارئ قرآن مصري ويعد أحد أعلام هذا المجال البارزين، من مواليد قرية الرزيقات التابعة لمركز أرمنت بمحافظة قنا (محافظة الأقصر حالياً). التحق بالمدارس في بلدته، وفي عام 1951م وجد جمعاً غفيراً من أهل بلدته ملتفين حول جهاز المذياع لسماع بلدياته وابن مركزه الشيخ عبد الباسط عبد الصمد مشدوهين إعجاباً بصوته. من هنا تحولت حياته، حيث قرر الهروب من المدرسة ودخل الكتاب لحفظ القران الكريم، وحينما علم والده بذلك أعجب به وشجعه على ذلك، أتم الشيخ الرزيقي حفظ القران بعد ثلاث سنوات على يد الشيخ محمود إبراهيم، ثم درس القراءات على يد العلامة الشيخ محمد سليم حمادة.
أقام الشيخ الرزيقي في الأقصر من 1961م وحتى 1974م، وفي ذلك العام 1974م دخل الإذاعة وصار أحد قرائها المشهورين. درس الشيخ الرزيقي الموسيقى دراسة حرة على يد المؤرخ الموسيقي محمود كامل. عين الشيخ الرزيقي قارئاً لمسجد السيدة نفيسة عام 1982م، وسافر إلى العديد من دول العالم حاملاً كتاب الله في قلبه وعلى لسانه. ناضل الشيخ الرزيقي في السبعينيات من أجل إنشاء نقابة القراء وظل أميناً عاماً لمجلسها حتى لقي ربه في الثامن من ديسمبر عام 2005م.
تم تكريمه في العديد من الدول.
حصل على وسام الجمهورية من الطبقة الأولى تقديراً لدوره في خدمة القرآن الكريم عام 1990.